# کیمبرلی دریک
کیمبرلی دریک (انگلیسی: Kimberly Derrick؛ زادهٔ ۲۸ آوریل ۱۹۸۵) اسکیت‌باز سرعت اهل ایالات متحده آمریکا است.